# API
API (енгл. Application Programming Interface — програмски интерфејс апликације) интерфејс је за програмирање који дефинише начине на које апликације могу да захтевају услуге од библиотека или оперативних система. API одређује речник и конвенције позивања које програмер треба да примени како би користио сервисе. То може да укључује спецификације за рутине, структуре података, објектне класе и протоколе који се користе за комуникацију између софтвера који тражи услугу и библиотеке.
АПИ може да буде:
- Језички зависан; то јест, доступан само за дати програмски језик, коришћењем синтаксе и елемената тог језика да би се АПИ учинио згодним за коришћење у овом контексту.
- Језички независан; то јест, писан на начин који омогућава да АПИ буде позван из различитих програмских језика (обично асемблерски или Ц интерфејс). Ово је пожељно својство АПИје сервисног стила који нису везани за дати процес или систем, и доступни су путем удаљеног позива процедуре.

Сам АПИ је у великој мери апстарктан у смислу да спецификује интерфејс и контролише понашање објеката спецификованих интерфејсом. Софтвер који пружа функционалност коју АПИ описује се назива имплементацијом АПИја. АПИ се обично дефинише у терминима програмског језика који се користи за прављење апликације. Сродни термин апликациони бинарни интерфејс (АБИ) је дефиниција нижег нивоа која се тиче детаља на нивоу асемблера. На пример Линуксова стандардна база је АБИ, док је POSIX АПИ.
Акроним АПИ понекад може да се користи као референца не само на цео интерфејс, већ и на појединачну функцију, или чак на скуп више АПИја које нека организација испоручује. Стога обим значења обично одређује особа или документ који преноси информацију.